# Weranda

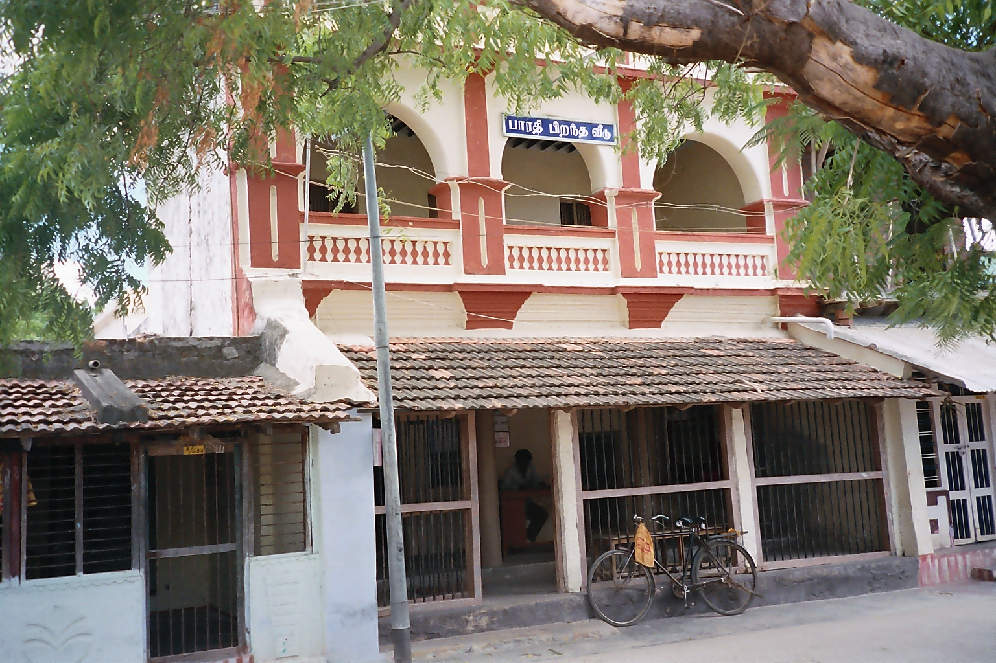
Weranda w Indiach

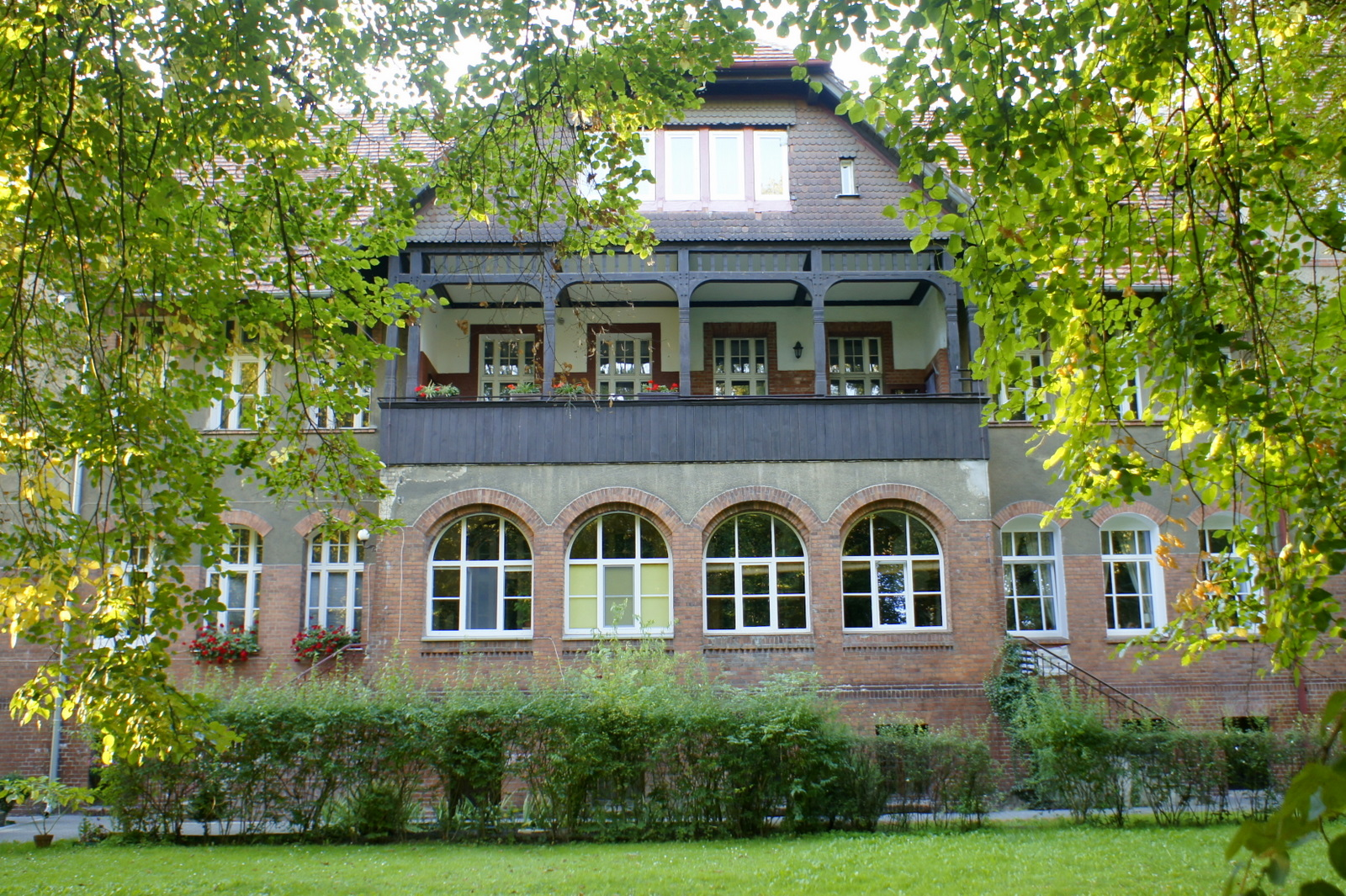
Weranda w budynku z przełomu XIX i XX w.

Weranda (fr. véranda) – dobudówka, najczęściej drewniane lub murowane pomieszczenie, otwarte lub oszklone, przykryte dachem, umieszczone przed wejściem do budynku albo przy innej elewacji.
Weranda jest pomieszczeniem o funkcji wypoczynkowej, stawianym najczęściej przy budynkach mieszkalnych na terenach wiejskich i podmiejskich.